# Escala de tempo geológico marciano
A escala de tempo geológico marciano é baseada em três grandes períodos, definidas pelo número de crateras de impacto na superfície e as superfícies mais antigas teriam mais crateras. Essas idades são chamadas por lugares em Marte que pertencem a esses períodos. A datação precisa desses períodos não é conhecida devido à existência de vários modelos diferentes que tentam explicar a taxa de chuva meteórica em Marte, então as datas dadas são aproximadas.

## Subdivisões do tempo geológico
A escala de tempo geológico pode ser dividida em vários períodos, mas os seguintes são os três períodos principais:
- Período Pré-Noarchiano: formação das mais antigas superfícies existentes de Marte, entre há 4500 milhões e 4100 milhões de anos. O período Pré-Noarchiano foi marcada a formação de Marte parecido com a da Terra até a solidificação da superfície.[1][2]

- Período Noachiano (nomeado a partir da Noachis Terra): entre há 4100 milhões a 3500 milhões de anos. Superfícies desse período são marcadas por muitas grandes crateras de impacto. Acredita-se que a protuberância de Tharsis, um planalto vulcânico, tenha se formado durante este período, com extensas inundações por água líquida no final dessa época.[1][2]

- Período Hesperiano (nomeado a partir da Hesperia Planum): entre há 3500 milhões de anos e há 2900-3300 milhões de anos. O período Hesperiano é marcado pela formação de extensas planícies de lava.[1][2]

- Período Amazônico (nomeado a partir da Amazonis Planitia): entre há 2900 milhões e 3300 milhões de anos e o presente. Regiões amazônicas têm poucas crateras de impacto de meteoritos, mas são bastante variadas. O Monte Olimpo formou-se durante este período, juntamente com fluxos de lava em outros lugares de Marte.[1][2]